# Cornel Nica
Cornel Nica (n. 2 octombrie 1956) este un fost deputat român în legislatura 1990-1992, ales în județul Argeș pe listele partidului PSDR. Cornel Nica a fost membru în grupurile parlamentare de prietenie cu Repblica Polonă, Republica Populară Chineză și Australia.